# Pedro Bonifacio Palacios
Pedro Bonifacio Palacios, conocido también por su seudónimo Almafuerte (San Justo, La Matanza, 13 de mayo de 1854 — La Plata, 28 de febrero de 1917), fue un maestro y poeta argentino. Es considerado como uno de los escritores más destacados de su generación y como uno de los «cinco sabios» de la ciudad de La Plata, junto a Florentino Ameghino, Juan Vucetich, Alejandro Korn y Carlos Spegazzini. "Almafuerte" fue el seudónimo con el que alcanzó mayor popularidad, aunque no fue el único que utilizó a lo largo de su vida.

## Biografía
Palacios nació en el partido de La Matanza, provincia de Buenos Aires, en lo que luego sería la ciudad de San Justo, en el seno de una familia muy humilde. Todavía niño, perdió a su madre y fue abandonado por su padre, por lo que fue criado por sus parientes.
Su primera vocación fue la pintura, pero, como el gobierno le negó una beca para viajar a Europa a perfeccionarse, cambió su rumbo y se dedicó a la escritura y la docencia.
Ejerció en escuelas de La Piedad y Balvanera, en Buenos Aires. Poco después se trasladó a la campiña y fue maestro en Mercedes, Salto y Chacabuco. A los 16 años de edad dirigió una escuela en Chacabuco; donde, en 1884, conoció al entonces expresidente Domingo Faustino Sarmiento. Tiempo después fue destituido por no poseer un título habilitante para la enseñanza, pero también se dijo[¿quién?] que en realidad fue por sus poemas altamente críticos para con el gobierno.
En los pueblos donde ejerció la docencia, también alcanzó notoriedad como periodista polémico y apasionado, poco complaciente con los caudillos locales.

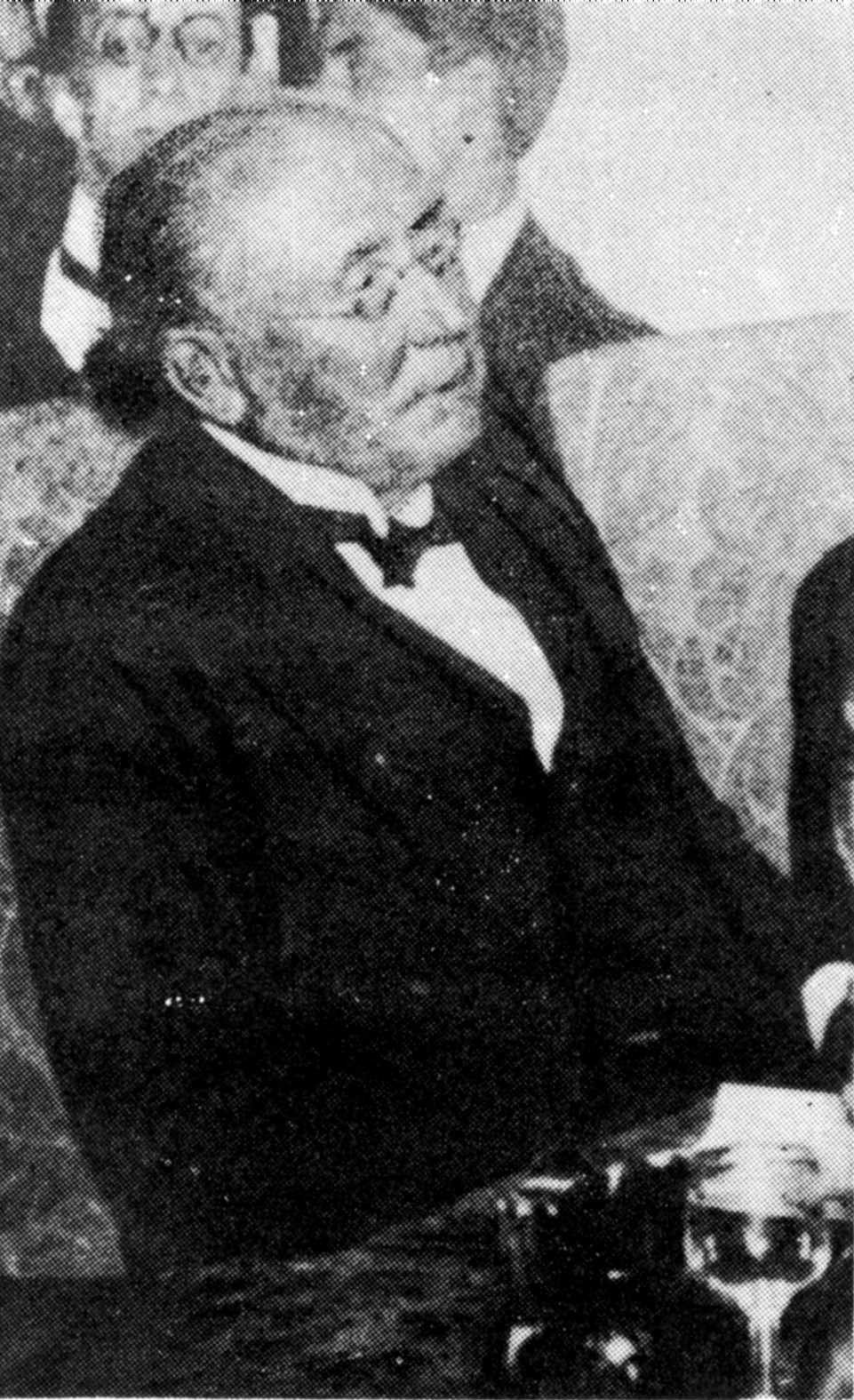
Pedro B. Palacios en 1913.

Luego de dejar la enseñanza obtuvo un puesto dentro de la Cámara de Diputados de la provincia de Buenos Aires, y más tarde como bibliotecario y traductor en la Dirección General de Estadística de dicha provincia. En 1887, se trasladó a La Plata e ingresó como periodista en el diario El Pueblo.
En 1894 retomó su actividad docente en una escuela de la localidad de Trenque Lauquen, pero nuevamente fue retirado por cuestiones políticas dos años más tarde.
A comienzos del siglo XX participó un poco de la actividad política, pero a causa de su inestabilidad económica y de que era reacio a aceptar un cargo político, ya que criticaba duramente a quienes vivían a expensas de los impuestos de la gente, no lo hizo con mucho entusiasmo.
Al final de su vida, el Congreso Nacional le otorgó una pensión vitalicia para que se pudiera dedicar de lleno a su actividad como poeta. Sin embargo no pudo gozar de ella, ya que falleció el 28 de febrero de 1917 en La Plata, a los 62 años.

## Museo Almafuerte

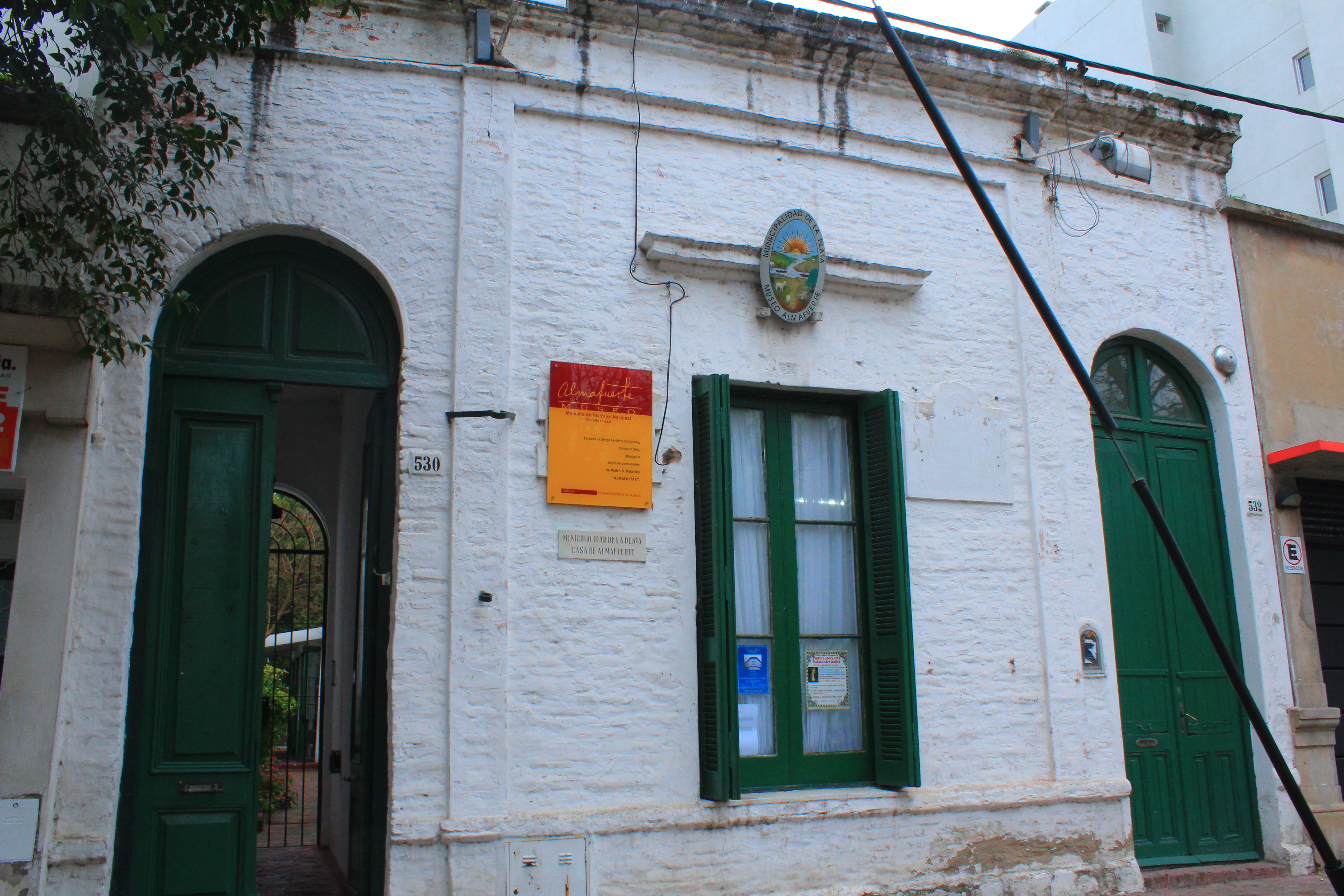
Casa que habitó Pedro B. Palacios, hoy Museo Almafuerte, en La Plata.

En la ciudad de La Plata se encuentra la casa que habitó y donde transcurrieron los últimos días de Pedro B. Palacios. Esta casa, que se halla situada en la avenida 66 N.º 530, es hoy un museo que sintetiza la vida y la obra de este artista.
La creación de un museo en esta casona de principios del siglo XX - declarada Monumento Histórico de la Ciudad, de la Provincia y de la Nación- es un justo homenaje al artista y promueve la consolidación como patrimonio público del lugar donde se plasmó su acción humanística y literaria. El museo fue dirigido, hasta 1945, por la Agrupación BASES, presidida por Francisco Timpone y un grupo de vecinos comprometidos con la historia y la obra de Almafuerte. A partir de 1945 la acción cultural del museo queda en manos de la comuna platense.
En el Museo Almafuerte se exhiben manuscritos, fotografías, dibujos, libros, periódicos, escritos sobre su obra, muebles y otros objetos que formaron parte de la vida del poeta. Recorriendo las diferentes salas, el visitante va descubriendo la multefacética personalidad de Almafuerte, a partir de los muchos oficios que tuvo, y, al mismo tiempo, toma contacto con el contexto político, social e histórico que le tocó vivir. Una de las salas permite, además, asomarse a su mundo interior, a sus cosas más personales, muebles y objeto de uso cotidiano, como los anteojos con armazón de plata que lo acompañaron en su vejez.

## Homenajes
Su seudónimo dio nombre a la banda de heavy metal Almafuerte, una de las más populares del género en Argentina. La banda además le dedicó una canción que es parte de su tercer álbum, también llamado Almafuerte.
Además de llevar sus nombres distintas calles en ciudades de todo el país, varias escuelas primarias llevan por nombre Almafuerte, entre ellas la escuela Nº 8 del Distrito Escolar 6º del barrio de Boedo, en la ciudad de Buenos Aires, la escuela primaria Nº 56 de la ciudad de Rosario (provincia de Santa Fe), la escuela primaria N.º 599 de la ciudad de Carcaraña, la Nº 6390 de la ciudad de San Lorenzo (ambas también en la provincia de Santa Fe)Jardin de infantes 901 de la ciudad de Bahia Blanca  y la escuela primaria N°26 de Berazategui ( provincia de Buenos Aires). Además en la Ciudad de Bahia Blanca hay un barrio, con una sociedad de fomento y club social, que lleva su nombre. 
La banda rosarina de punk rock Bulldog interpretó el popular poema de Almafuerte Piú Avanti en su disco Un lugar para juntarnos, del año 1997.

## Obra literaria
Palacios publicó algunas obras con distintos seudónimos pero el que más se popularizó fue el de Almafuerte.
Entre otras obras se encuentran:
- Lamentaciones (1906)
- Siete sonetos medicinales (1907)
- Evangélicas (1915)
- Poesías (1916)
- Poesías Completas (1917)
- Nuevas Poesías (1918)
- Milongas clásicas, sonetos medicinales y Dios te salve. Discursos (1919)
- La inmortal
- El misionero (1911)
- Trémolo
- Cantar de los cantares
- La sombra de la patria

## Véase también

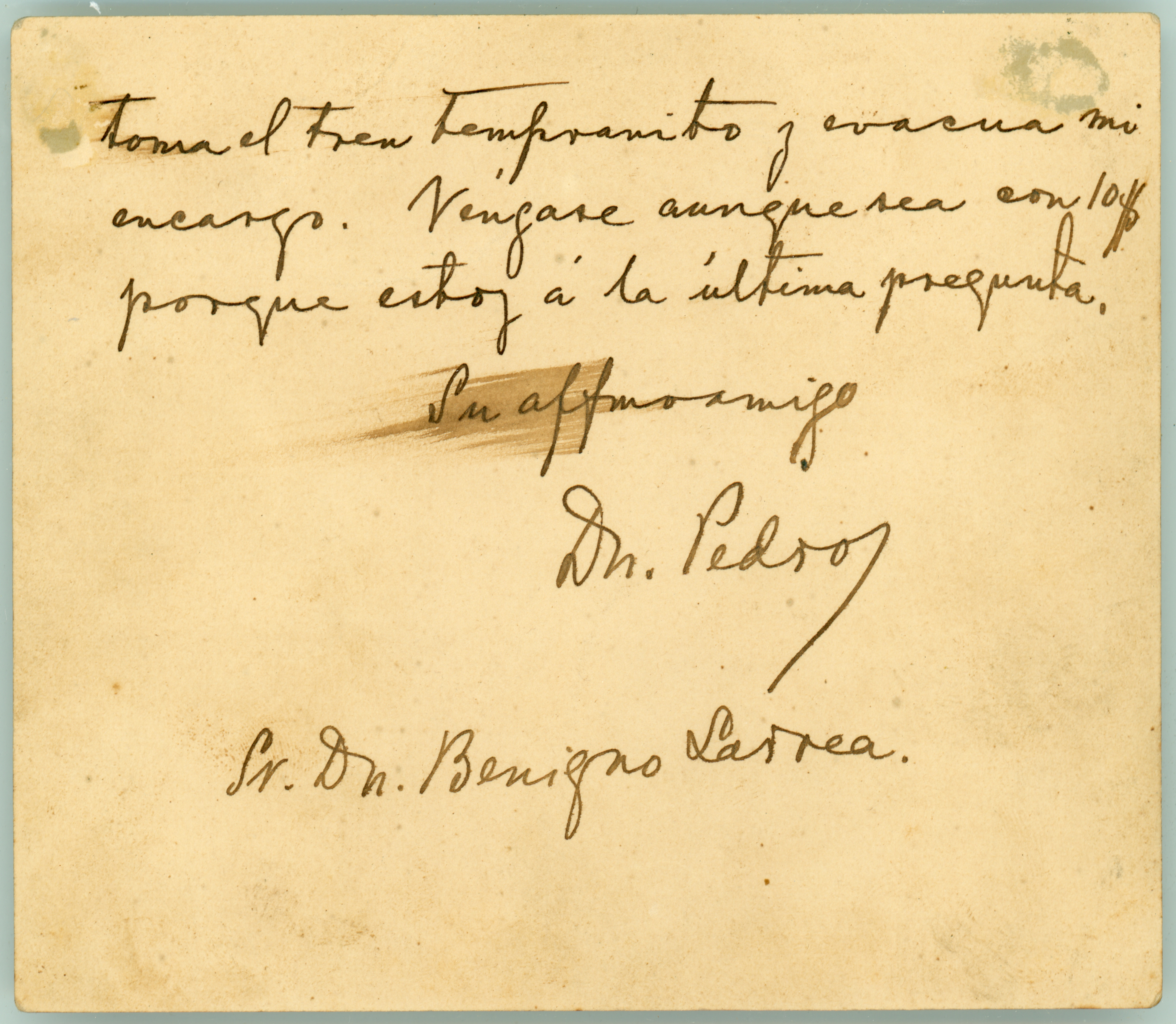
Carta a su amigo Benigno Correa, solicitándole correcciones en su obra Evangélicas.